# Ziaran

s
Ziaran (pers. ‏زیاران‎) miasto w Iranie, w ostanie Kazwin. W 2011 roku liczyło 4 279 mieszkańców.